# Makarije Sokolović
Makarije Sokolović (srp. ćir. Макарије Соколовић) je bio prvi patrijarh Srpske pravoslavne crkve kada je ona obnovljena kao Pećka patrijarhija 1557. godine. S trona se povukao 1571., a umro 1574. godine. 
Njegov brat ili bliži srodnik bio je turski veliki vezir Mehmed-paša Sokolović koji je zaslužan za obnavljanje Pećke patrijarhije. Prije toga, ovaj prostor je bio pod upravom Ohridske arhiepiskopije. Međutim nisu svi prihvatili ovakvo stanje, pogotovo metropolit smederevski Pavle koji je težio samostalnom upravljanju srpskom crkvom. Obnavljanje Pećke patrijarhije 1557. imalo je za cilj riješiti stanje raskola i stabilizirati unutrašnje stanje Otomanskog carstva.
Prostor patrijaršije obuhvaćao je pored zemalja cara Dušana i Uroša Nemanjića, još i područja Bačke, Banata, Baranje, Srijema, Slavonije, Bosanske krajine, Bosne, Like, Krbave i Dalmacije, i imao je više od četrdeset episkopija, među njima i novoosnovane: Trebinjsku i Požešku. Pećka patrijaršija funkcionirala je do 1766. kada je ponovo ukinuta i taj prostor potčinjen Carigradskoj patrijarhiji.
Patrijarh Makarije je od sultana dobio sve povlastice koje je imao carigradski patrijarh: upravljanje crkvenom imovinom, naplaćivanje crkvenih dažbina, nasljeđivanje imovine onih koji su umrli bez nasljednika, potvrđivanje pravila svih esnafskih organizacija, suđenje u bračnim sporovima i predmetima kaznene prirode.
Za vrijeme patrijarha Makarija obnovljeni su manastiri Banja kod Priboja, Gračanica, Studenica, Pećka patrijarhija, Budisavci na Kosovu. U manastirima je oživjela ikonopisačka, zlatarska i prepisivačka djetalnost. Umjetnosti, književnost i cjelokupna srpska kultura doživljavaju tada svojevrsnu renesansu.
Zbog bolesti povukao se s trona 1571. godine predajući ga svom sinovcu Antoniju Sokoloviću. Umro je 1574. godine. Srpska pravoslavna crkva ga svetkuje na dan 30. kolovoza po julijanskom, tj. 12. rujna po gregorijanskom kalendaru.
Odbor akademika Srpske akademije znanosti i umjetnosti ga je 1993. godine uvrstilo na popis sto najznačajnijih Srba.

## Vanjske poveznice
- Srpski arhijereji - Makarije Sokolović